# ZombieLars
Zombielars er en norsk dramaserie for de ældste børn, der handler om at være anderledes. Serien vises på NRK Super og første sæson havde premiere i juni 2017.
Serien vandt Gullruten 2019 i kategorien bedste børne- eller ungdomsprogram og har i derudover været nomineret til Gullruten 2018 i samme kategori og bedste manus TV-drama (Thomas Seeberg Torjussen) og til Gullruten 2019 i kategorierne bedste manus TV-drama (Thomas Seeberg Torjussen) og beste originalmusik (John Erik Kaada).